# Etheirophora blepharospora
Etheirophora blepharospora är en svampart som först beskrevs av Kohlm. & E. Kohlm., och fick sitt nu gällande namn av Kohlm. & Volkm.-Kohlm. 1989. Etheirophora blepharospora ingår i släktet Etheirophora, klassen Sordariomycetes, divisionen sporsäcksvampar och riket svampar.   Inga underarter finns listade i Catalogue of Life.